# Планеталь
Планеталь (нім. Planetal) — громада в Німеччині, розташована в землі Бранденбург. Входить до складу району Потсдам-Міттельмарк. Складова частина об'єднання громад Німегк.
Площа — 42,52 км2. Населення становить 927 ос. (станом на 31 грудня 2020).